# Basel-Clara
Clara (im Baseldeutsch Gloore [ˈglɔːʁə] oder Glaare [ˈglɐːʁə] genannt) ist ein Stadtteil der Schweizer Stadt Basel. Es liegt östlich des Kleinbasler Stadtzentrums und grenzt im Norden an den Stadtteil Matthäus (Sperrstrasse), im Osten an den Stadtteil Rosental (Riehenring), im Süden an den Stadtteil Wettstein (Riehenstrasse) und im Westen an die Kleinbasler Altstadt (Klybeckstrasse, Claragraben).
Das Clara-Quartier ist mit etwa 23,66 Hektaren der kleinste Stadtteil von Basel. Es ist nach der Clarakirche und dem davorliegenden Claraplatz benannt, welche Teil des dortigen früheren Klosters St. Clara waren.

## Wohnbezirke
Clara ist in zwei Wohnbezirke unterteilt:
- Claramatte (Klingentalstrasse, Hammerstrasse)
- Clarahof (Clarahofweg, Hammerstrasse)

## Gebäude und Sehenswürdigkeiten
- Clarakirche und ehemaliges Clarakloster
- Claramatte (Park)
- Claraplatz gegenüber der Clarakirche, mit Bauten der 1950er Jahre, Grünanlage und gusseisernem Wetterhäuschen
- monumentale Wandmalerei «Fingerabdruck» von Jean-Pierre Zangger (1982) beim Polizeiposten an der Clarastrasse 38

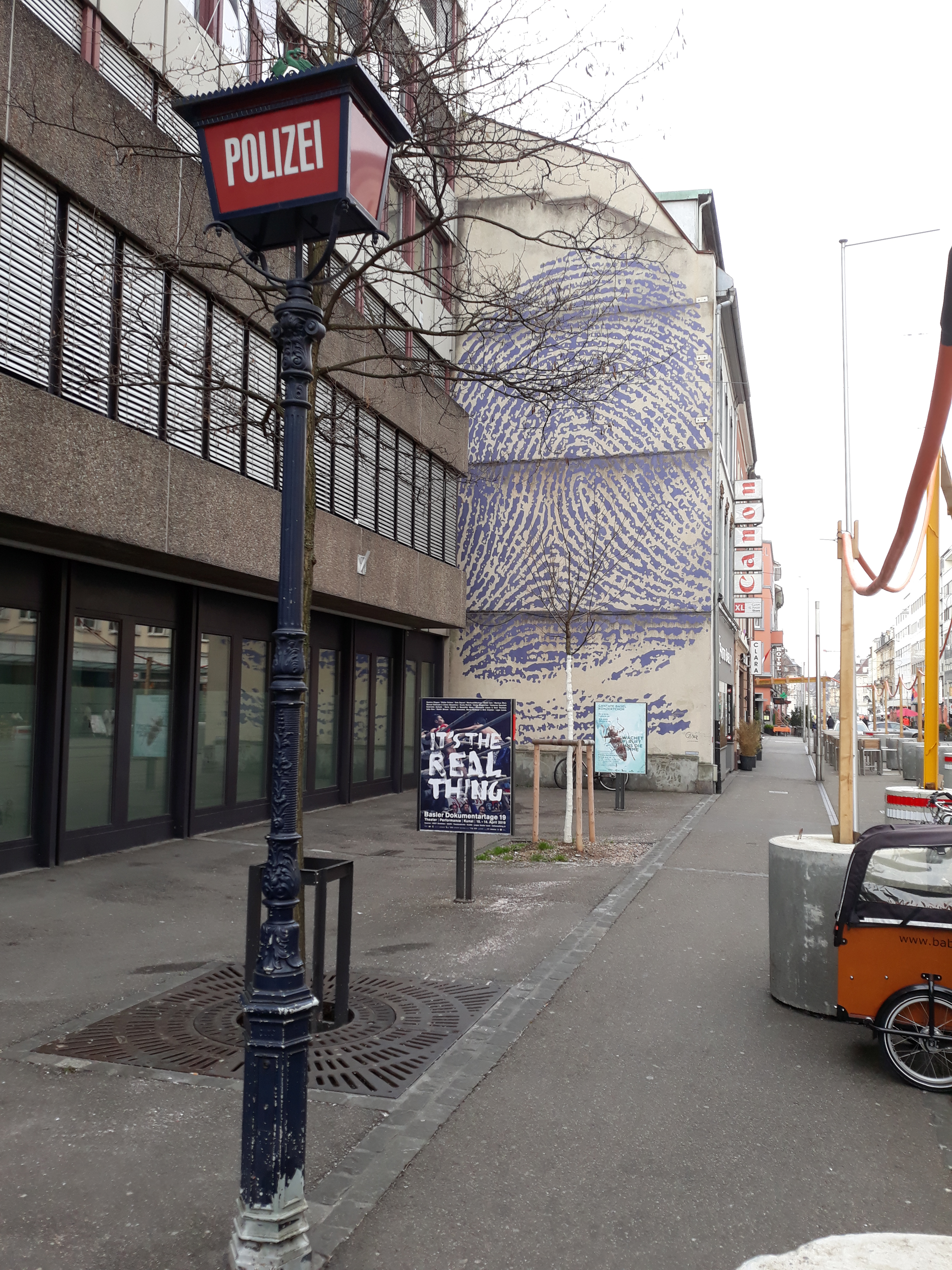
Das Wandbild "Fingerabdruck" von Jean-Pierre Zangger, Clarastrasse 38 (nahe Polizei), Basel.

## Galerie

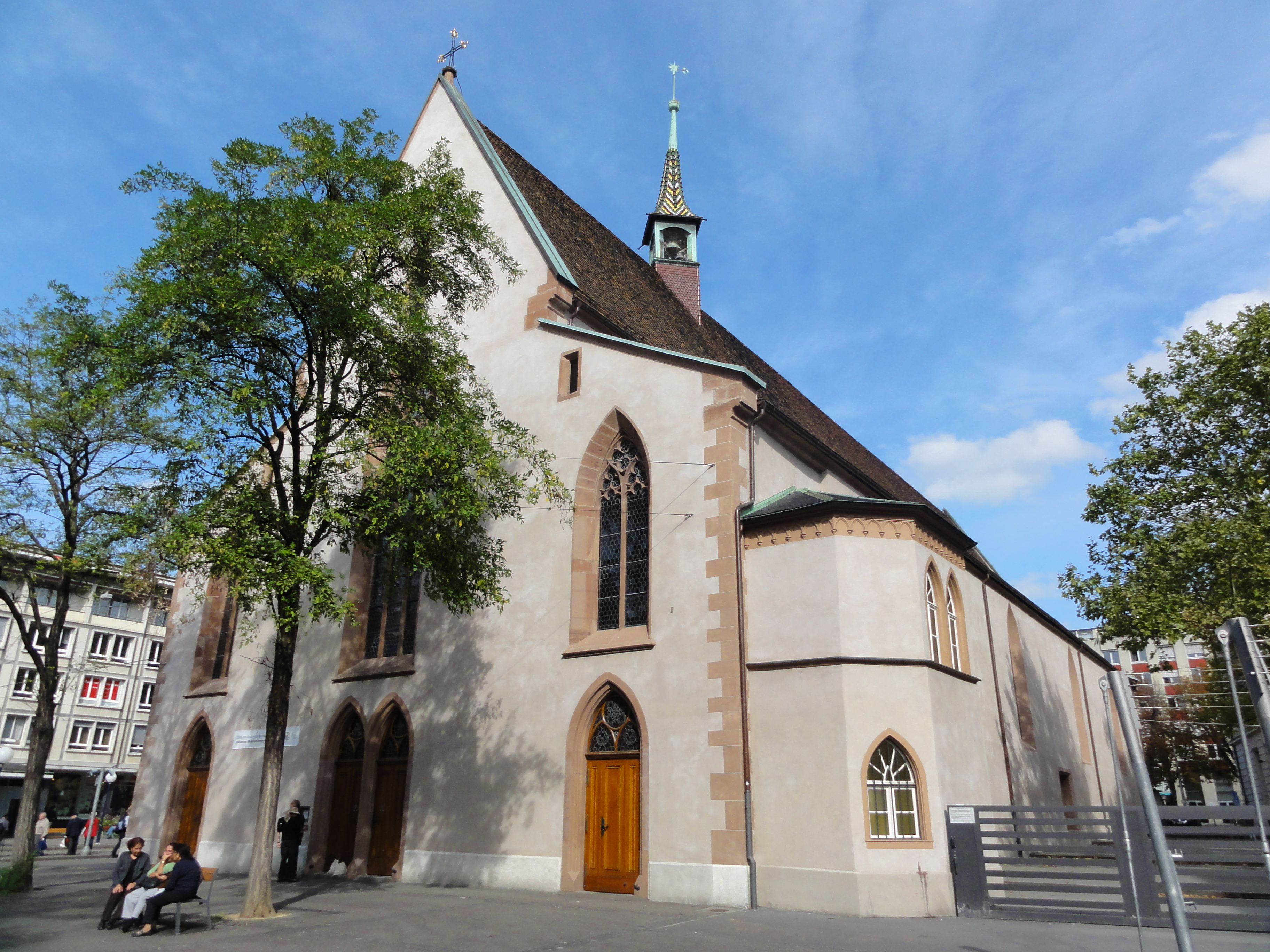
St. Clarakirche
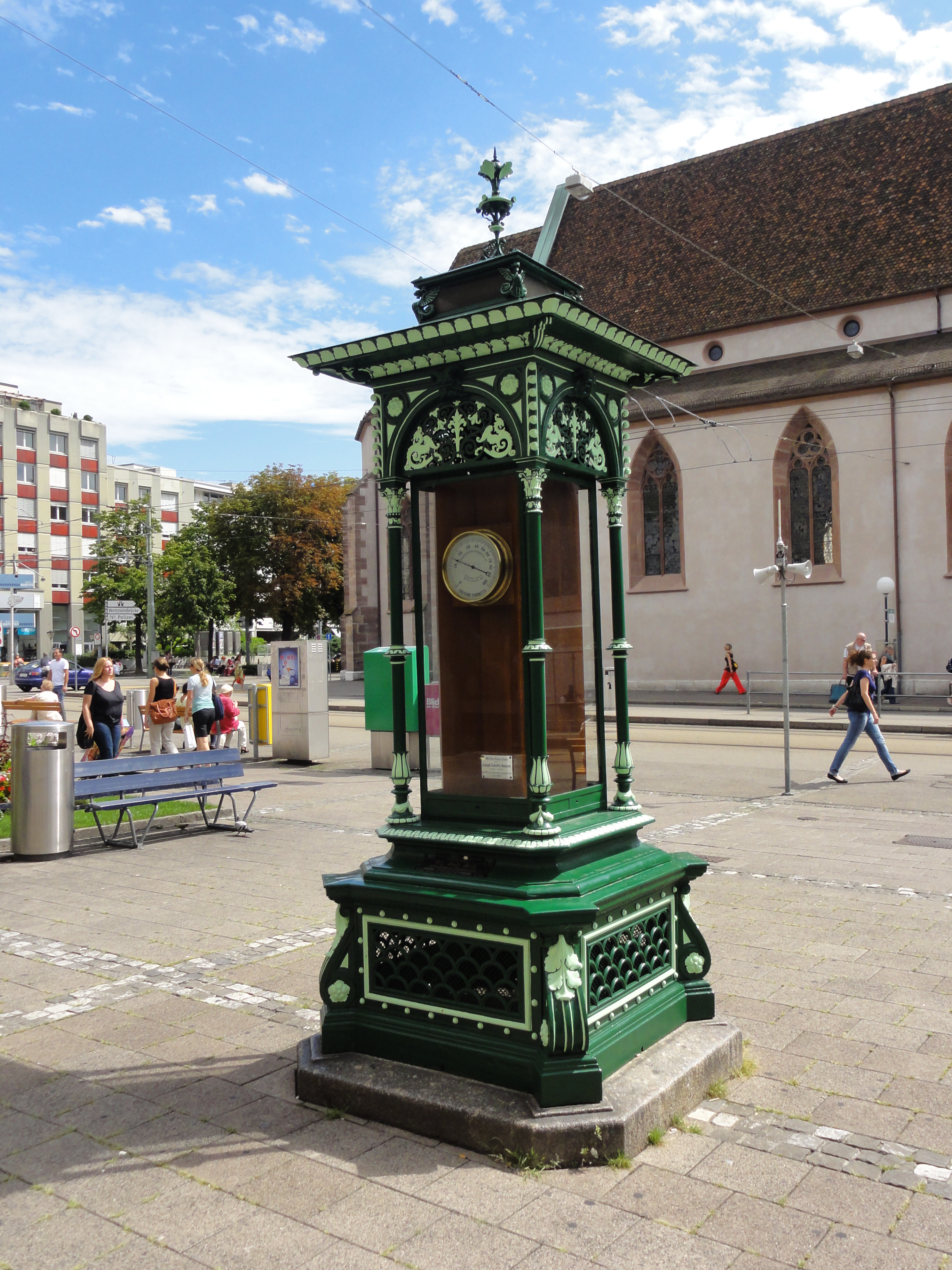
Wetterhäuschen der Eisengiesserei Johann Friedrich Mack am Claraplatz
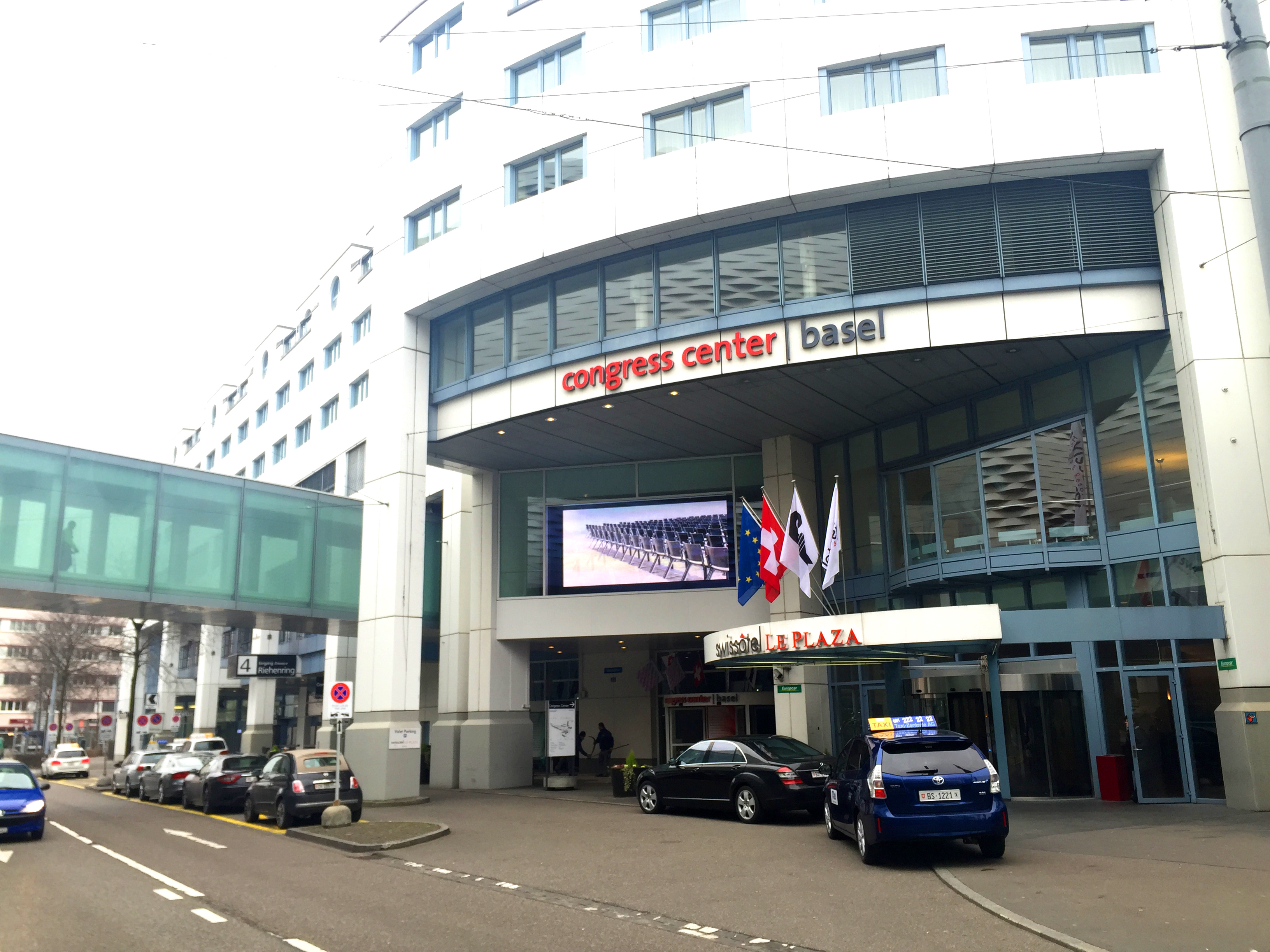
Kongresszentrum Basel